# 王鑰 (萬曆進士)
王鑰（1554年—？），號見台。山西太原府忻州人，明朝官員。同進士出身。

## 生平
王鑰為萬曆四年（1576年）丙子科山西鄉試第二十二名舉人，萬曆八年（1580年）考中庚辰科會試第一百七十一名，三甲第五十名進士。刑部觀政，同年即授順天府固安縣知縣。三年後由梅國楨接任。

## 家族
曾祖王謙。祖王漢昌。父王應官。